# Ptolemaeus II Philadelphus

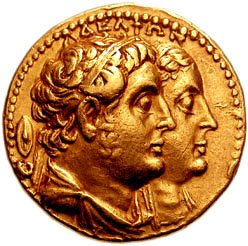
Gouden oktadrachme met afbeelding van Ptolemaeus II Philadelphus en Arsinoë II
omstreeks 265 v.Chr. Met legende ΑΔΕΛΦΩΝ. Op de keerzijde van de munt zijn Ptolemaeus I en Berenice I afgebeeld

Ptolemaeus II Philadelphus (Oudgrieks: Πτολεμαίος B' ὁ Φιλάδελφος, 309 - 246 v.Chr.) was van 285 tot en met 246 v.Chr. koning van Egypte. 

## Biografie
De broer Ptolemaeus Ceraunus van Ptolemaeus II werd in 281 v.Chr. koning van Macedonië, maar sneuvelde tijdens de Gallische invasie van 280-279 v.Chr. Ptolemaeus II had zijn zetel in Alexandrië. Zijn halfbroer Magas van Cyrene begon in 274 v.Chr. een oorlog en de Seleucidische koning Antiochus I Soter spoedig daarna, maar het lukte Ptolemaeus II beide aanvallen te weerstaan. Hij begon als reactie hierop aan de bouw van een oorlogsvloot om Alexandrië beter te kunnen verdedigen en toekomstige agressors te ontmoedigen. Zo had Egypte enkele jaren de machtigste vloot van het oostelijke Middellandse Zeegebied. De macht van de Ptolemaeën strekte zich tot de Cycladen uit en de havens van Cilicië, Pamphylië, Lycië en Karië.
De Ptolemaeën verloren na 260 v.Chr. de tweede oorlog met de Seleuciden onder koning Antiochus II Theos. De vrede werd ongeveer in 250 v.Chr. door een huwelijk tussen de Antiochus en Berenice Syra bezegeld, dochter van Ptolemaeus II.

## Monumenten
Ptolemaeus II voltooide de door zijn vader begonnen bouw van de vuurtoren op het eilandje Pharos bij de haveningang van Alexandrië. 
Hij begon ook met de bouw van de Bibliotheek van Alexandrië. Zijn vader was dat ook al van plan, maar kwam er bij zijn leven niet aan toe. Naar aanleiding van de bouw van deze bibliotheek speelt Ptolemaeus II een belangrijke rol in de legende rondom het ontstaan van de Septuaginta die binnen de Joodse gemeenschap in Alexandrië de ronde deed en in de Brief van Aristeas is beschreven.
Er werden tijdens zijn regering verschillende tempels gebouwd of vergroot:
- De tempel van Onoris-Sjoe in Sebennytos
- De tempel van Moet in Karnak
- Heiligdom van de Grote Goden van Samothrake
- De tempel van Banebdjedet te Mendes
- Een tempel in het tempelcomplex in Tanis
- De tempel van Min en Isis te Koptos
- De tempel gericht aan Arsinoë te Crocodilopolis
- De stad Arsinoë te Assab
- Een havenstad: Myos Hormos
- De tempel in Per-Atoem

## Familie en kinderen
Ptolemaeus II Philadelphus was een zoon van Ptolemaeus I Soter I en Berenice I. Zijn broer Ptolemaeus Ceraunus werd koning van Macedonië. 
De eerste vrouw van Ptolemaeus, Arsinoë I, dochter van Lysimachus, was de moeder van zijn legitieme kinderen. Ptolemaeus II en Arsinoë I kregen de volgende kinderen:
- Ptolemaeus III Euergetes I,
- Lysimachus
- Berenice Syra
- Berenice II

Waarschijnlijk om politieke redenen verstootte hij Arsinoë I later en trouwde, volgens Egyptische maar door de Grieken verafschuwde traditie, met zijn zuster Arsinoë II, de weduwe van Lysimachus. Zij kregen samen geen kinderen. 
Ptolemaeus II had veel concubines en veel nakomelingen, maar die konden geen aanspraak op de troon maken. Ptolemaeus Andromachou was daar een van.
Ptolemaeus vergoddelijkte zijn ouders en na haar dood in 270 v.Chr. ook zijn zuster-vrouw als Philadelphus. Deze bijnaam, die dus oorspronkelijk alleen aan Arsinoë II toekwam, werd later gebruikt om Ptolemaeus II van zijn vader en andere gelijknamige Ptolemaeën te onderscheiden.